# Swampscott (Massachusetts)
Swampscott é uma vila localizada no condado de Essex no estado estadounidense de Massachusetts. No Censo de 2010 tinha uma população de 13.787 habitantes e uma densidade populacional de 793,32 pessoas por km².

## Geografia
Swampscott encontra-se localizado nas coordenadas 42° 28′ 05″ N, 70° 53′ 29″ O. Segundo o Departamento do Censo dos Estados Unidos, Swampscott tem uma superfície total de 17.38 km², da qual 7.83 km² correspondem a terra firme e (54.95%) 9.55 km² é água.

## Demografia
Segundo o censo de 2010, tinha 13.787 pessoas residindo em Swampscott. A densidade populacional era de 793,32 hab./km². Dos 13.787 habitantes, Swampscott estava composto pelo 94.64% brancos, o 1.2% eram afroamericanos, o 0.09% eram amerindios, o 1.92% eram asiáticos, o 0.03% eram insulares do Pacífico, o 0.69% eram de outras raças e o 1.43% pertenciam a duas ou mais raças. Do total da população o 2.57% eram hispanos ou latinos de qualquer raça.